# Trypanaresta subaster
Trypanaresta subaster är en tvåvingeart som först beskrevs av Malloch 1933.  Trypanaresta subaster ingår i släktet Trypanaresta och familjen borrflugor. Inga underarter finns listade i Catalogue of Life.